# 几何群论

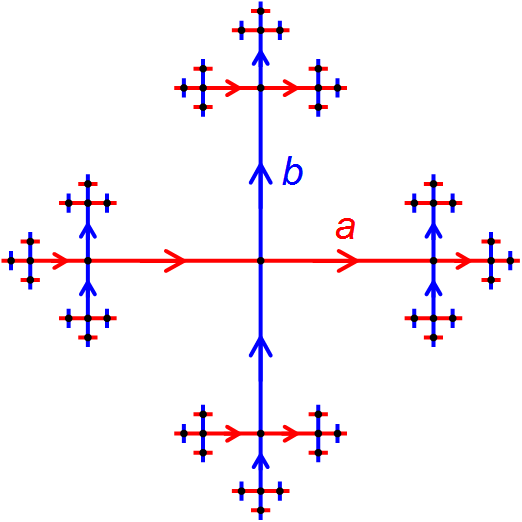
具有两个生成元的自由群的凯莱图。这是一个双曲群，其格罗莫夫边界是康托集。双曲群及其边界是几何群论中的重要主题，凯莱图也是如此。

几何群论是数学中的一个领域，是群论的一个分支。几何群论通过探索几何群的代数性质，还有这些群的群作用的空间中拓扑和几何性质之间的联系来研究有限生成群（这里的几何群指可以用几何上的对称性或某些空间的连续变换来生成的群）。
几何群论中的另一个重要思想是将有限生成群本身视为几何对象。这通常是通过研究群的凯莱图来完成的，除了图论的性质以外之外，群的凯莱图通过词度量方法，也具有度量空间的结构。
几何群论是一个比较新的领域，在 20 世纪 80 年代末和 90 年代初才成为一个独立的数学分支。几何群论与低维拓扑、双曲几何、代数拓扑、计算群论和微分几何密切相关。同时，它也与复杂性理论、数理逻辑、李群及其离散子群的研究、动力系统、概率论、 K 理论和其他数学领域也有实际联系。
皮埃尔·德·拉·哈普 ( Pierre de la Harpe ) 在其著作《几何群论》 (Topics in Geometric Group Theory ) 的序言中写道：“我相信，人类用对于对称性和群的迷恋来应对生活挫折：我们喜欢认出（图形中的）对称性，这让我们觉得：我们能够识别出比我们看到的更多的东西。从这个意义上说，几何群论的研究是文化的一部分，我想起乔治·德·拉姆（瑞士数学家）在许多场合做过的几件事，比如教授数学、背诵马拉美（Stéphane Mallarmé, 法国诗人），或者和朋友交流”。  :3

## 历史
几何群论源于组合群论，它主要通过分析群表示来研究离散群的性质，群表示将群表达为自由群的商； 1880 年代初期，费利克斯·克莱因 (Felix Klein) 的学生瓦尔特·冯·戴克 ( Walther von Dyck ) 首次系统地研究了这一领域， 威廉·罗恩·汉密尔顿 (William Rowan Hamilton) 在更早通过研究二十面体微积分学性质发现了几何群论。他研究了二十面体对称群十二面体图。目前，组合群论作为一个领域在很大程度上被几何群论所包含。此外，“几何群论”通常包括使用概率、测度论、算术、分析和传统组合群论外的其他方法来研究离散群。
几何群论作为数学的一个独特领域的出现通常可以追溯到1980年代末和1990年代初。 它受到米哈伊尔·格罗莫夫1987 年的专题论文《双曲群》的启发，该专题论文引入了双曲群（也称为字双曲群word hyperbolic group或格罗莫夫双曲群或负曲群）的概念，它抓住了有限生成群具有大规模负曲率的概念，以及他随后的专题论文《无限群的渐近不变量》(Asymptotic Invariants of Infinite Groups)，概述了格罗莫夫所理解离散群直到拟等距的程序。 格罗莫夫的工作对离散群的研究产生了变革性的影响，不久之后“几何群论”一词很快就出现了。

## 现代的主题和发展
1990 年代和 2000 年代几何群论的方向和发展包括：
- 格罗莫夫 （Gromov） 研究群的拟等距性质的计划。
- 字双曲群和相对双曲群(相对双曲群（英语：relatively hyperbolic group）)的理论。 这里一个特别重要的发展是 Zlil Sela 在1990年代的工作，解决了字双曲群的同构问题[8]。 相对双曲群的概念最初由格罗莫夫在1987年[3] 引入，并在1990年代由 Farb[9]和 Brian Bowditch[10]完善。 相对双曲群的研究在2000年代得到了重视。
- 与数理逻辑的相互作用和自由群一阶理论的研究。 由于 Sela[11] 以及 Olga Kharlampovich 和 Alexei Myasnikov 的工作，著名的塔斯基猜想 (Tarski猜想)取得了特别重要的进展[12]。 极限群(limit groups)的研究和非交换代数几何的语言和机制的介绍获得了突出地位。

## 例子
在几何群论中经常研究以下例子：
- 可均群
- 无穷整数Z的循環群
- 自由群
- 自由積
- 对称群
- 辫群
- 考克斯特群
- 广义Artin群
- 湯普森群

## 相关书籍
- P. de la Harpe, Topics in geometric group theory. Chicago Lectures in Mathematics. University of Chicago Press, Chicago, IL, 2000. ISBN 0-226-31719-6, ISBN 0-226-31721-8.
- Stillwell, John (2002), Mathematics and its history, Springer, p. 374, ISBN 978-0-387-95336-6
- Bruce Chandler and Wilhelm Magnus. The history of combinatorial group theory. A case study in the history of ideas. Studies in the History of Mathematics and Physical Sciences, vo. 9. Springer-Verlag, New York, 1982.
- Greendlinger, Martin (1960). "Dehn's algorithm for the word problem". Communications on Pure and Applied Mathematics. 13 (1): 67–83. doi:10.1002/cpa.3160130108.
- Greendlinger, Martin (1961). "An analogue of a theorem of Magnus". Archiv der Mathematik. 12 (1): 94–96. doi:10.1007/BF01650530. S2CID 120083990.
- Roger Lyndon and Paul Schupp, Combinatorial Group Theory, Springer-Verlag, Berlin, 1977. Reprinted in the "Classics in mathematics" series, 2000.
- J.-P. Serre, Trees. Translated from the 1977 French original by John Stillwell. Springer-Verlag, Berlin-New York, 1980. ISBN 3-540-10103-9.
- Mikhail Gromov, Hyperbolic Groups, in "Essays in Group Theory" (Steve M. Gersten, ed.), MSRI Publ. 8, 1987, pp. 75–263.
- Mikhail Gromov, "Asymptotic invariants of infinite groups", in "Geometric Group Theory", Vol. 2 (Sussex, 1991), London Mathematical Society Lecture Note Series, 182, Cambridge University Press, Cambridge, 1993, pp. 1–295.
- Iliya Kapovich and Nadia Benakli. Boundaries of hyperbolic groups. Combinatorial and geometric group theory (New York, 2000/Hoboken, NJ, 2001), pp. 39–93, Contemp. Math., 296, Amer. Math. Soc., Providence, RI, 2002.
- Brian Bowditch, Hyperbolic 3-manifolds and the geometry of the curve complex. European Congress of Mathematics, pp. 103–115, Eur. Math. Soc., Zürich, 2005.